# Mnichovská univerzita
Mnichovská univerzita, plným názvem Ludwig-Maximilians-Universität München, zkráceně LMU, je veřejná a samosprávná univerzita, jedna z nejvýznamnějších v Německu. Založena byla roku 1472, dnes má 19 fakult, kde ve více než 150 oborech studuje přes 50 tisíc studentů. Učitelé a absolventi LMU získali celkem 34 Nobelových cen, v mezinárodních srovnáních se univerzita umísťuje kolem 50. místa na světě a na 1.–3. místě v Německu.

## Dějiny

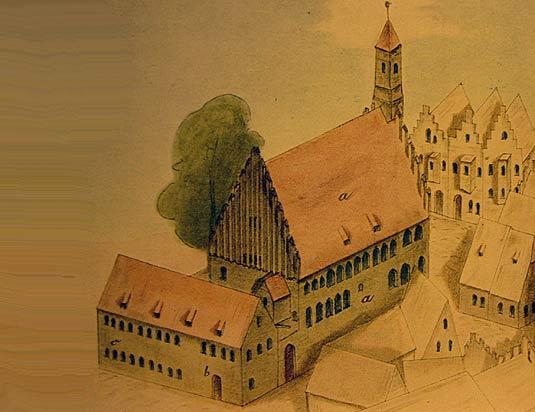
Původní budova v Ingolstadtu

Univerzitu se čtyřmi fakultami založil roku 1472 bavorský hrabě Ludvík IX. v Ingolstadtu. V letech 1549–1773 byla vedena jezuity, koncem 18. století byla modernizována a roku 1800 ji pozdější král Maxmilián I. Josef Bavorský reformoval a přenesl do Landshutu. Konečně roku 1826 ji král Ludvík I. Bavorský přestěhoval do Mnichova. Univerzita tehdy měla téměř 1000 studentů a roku 1840 dostala novou budovu v Ludwigstrasse, severně od centra města. 
V 19. století se univerzita rychle rozvíjela a v jejím profesorském sboru působila řada vynikajících učenců, například nositelé Nobelovy ceny, fyzikové Wilhelm Conrad Röntgen a Wilhelm Wien, chemik Richard Willstätter, dále matematik Arnold Sommerfeld nebo chirurg Ferdinand Sauerbruch a vystudovali zde i pozdější nobelisté Max Planck, Wolfgang Pauli nebo Werner Heisenberg. 
Po roce 1933 ovládli univerzitu nacisté, vyhnali židovské profesory a studenti zde organizovali pálení nepřátelských knih. Roku 1943 byla odhalena protinacistická skupina Bílá růže a šest členů, v čele se sourozenci Schollovými bylo popraveno. 
Po roce 1945 byly nejprve opraveny poničené budovy a od roku 1970 byla vybudována nová střediska pro medicínu v Grosshadern, veterinární medicínu v Oberschleissheimu a pro fyziku v Garchingu. V oblasti Grosshadern jihozápadně od města vzniklo velké centrum biologie, chemie a farmacie. Roku 2006 byla LMU vybrána v prvním kole tzv. Iniciativy pro excelenci spolkové vlády jako jedna z pěti vynikajících univerzit a získala velké prostředky pro další rozvoj.

## Popis

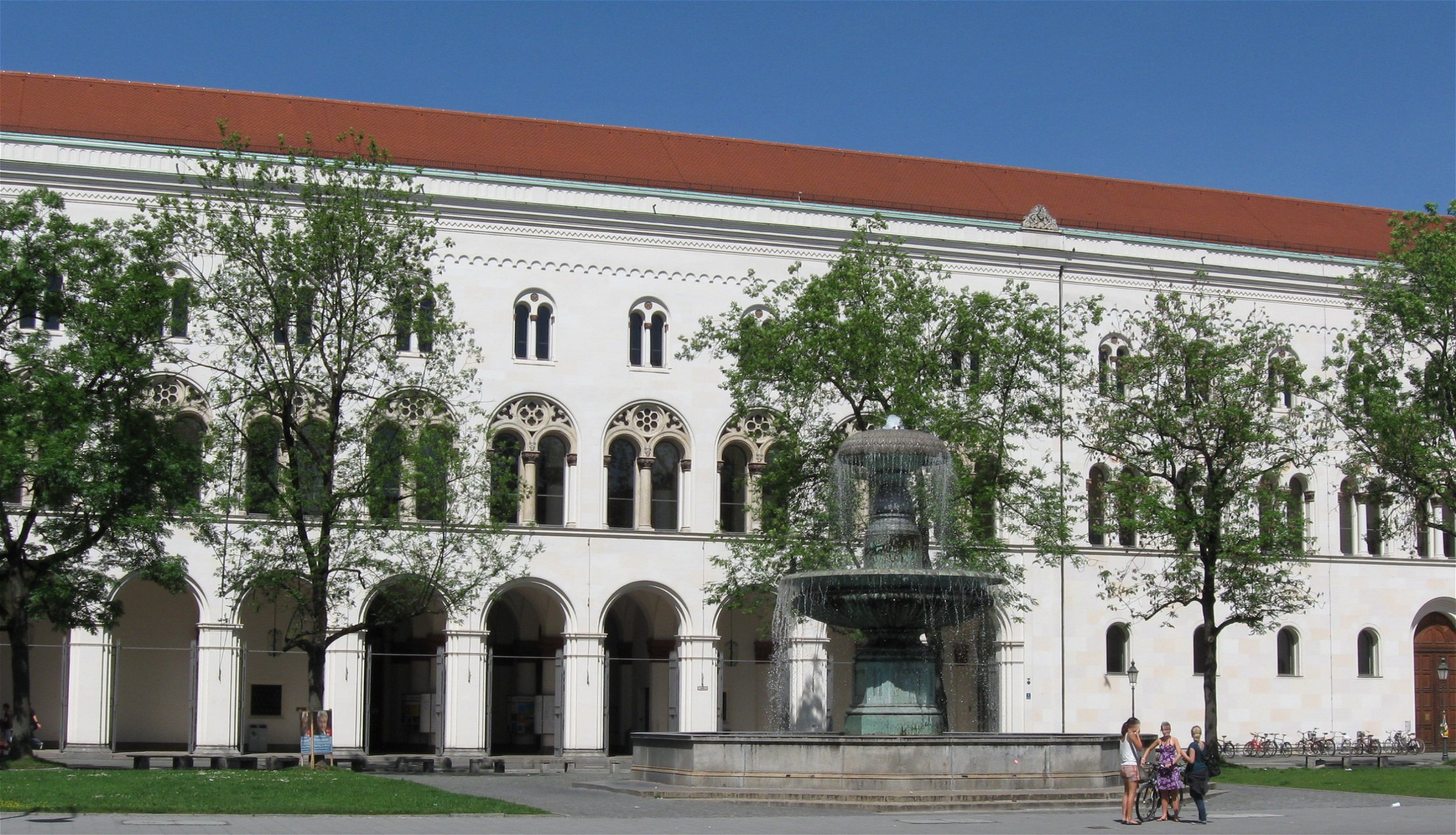
Hlavní budova na Geschwister-Scholl-Platz

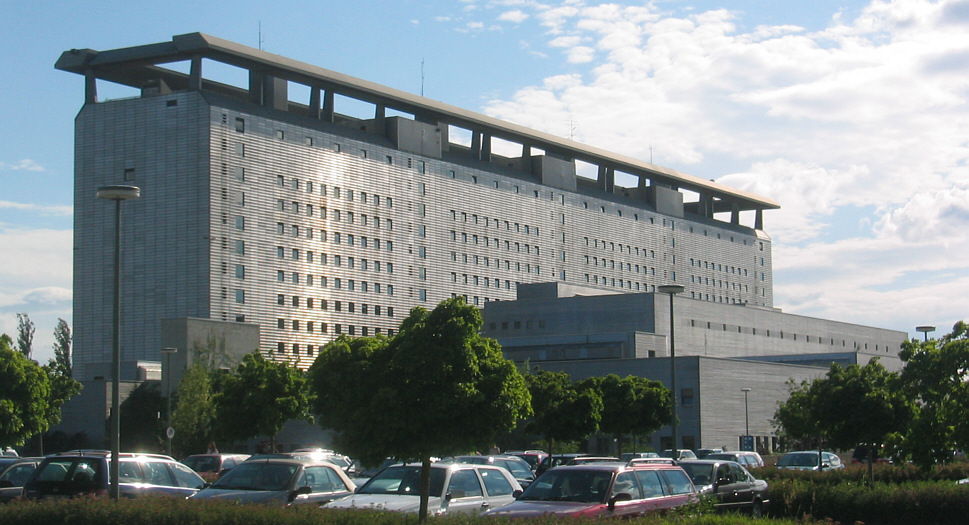
Kliniky v Grosshadern

Centrem univerzity zůstávají budovy při Ludwigstrasse, kde je úřad prezidenta, velká aula, společenskovědní obory a část matematiky. V sousedství je i ústřední knihovna. O něco severněji jsou budovy pedagogických, uměleckých a historických oborů, na jihozápad, v blízkosti Moderní pinakotéky jsou budovy matematiky a věd o Zemi. Na východním okraji Anglické zahrady je fakulta veterinárního lékařství, na západním okraji fakulta informatiky. 
Na jihozápadě městského centra, v blízkosti Sendlinger Tor, jsou kliniky a budovy lékařské fakulty a další ústavy jsou různě po městě. Na jihozápadním okraji města vzniká velké centrum biologických a lékařských věd v Martinsried-Grosshadern, kam by se měly soustředit všechny medicínské ústavy. Veterinární obory se nově budujou v Oberschleissheimu a v Garchingu se LMU podílí na kampusu Technické univerzity, věnovaném experimentální fyzice.